# مها الكاظمي
مها الكاظمي، (1 أغسطس 1981 -)، مذيعة كويتية. قدمت نشرة الأخبار في قناة الوطن من عام 2007 حتى إيقاف القناة عام 2015، انتقلت لتلفزيون الكويت عام 2016.